# Kjölur (bergspass)
Kjölur är ett bergspass och en högplatå i republiken Island. Kjölur ligger i regionen Norðurland vestra, i den centrala delen av landet. Platån ligger 638 meter över havet, mellan Hofsjökull och Langjökull. Platåberget Kjalfell sticker upp mitt i området.